# Museo Etnoantropologico delle Madonie
Il Museo Etnoantropologico delle Madonie si trova ubicato all'interno del seicentesco ex Convento dei Padri Cappuccini di Geraci Siculo, nella Città metropolitana di Palermo.
All'interno è possibile ammirare una notevole collezione di reperti della tradizione agro-pastorale e artigianale di Geraci Siculo e delle Madonie e dei veri e propri percorsi afferenti ai cicli di vita e di lavoro della gente del luogo.
Degni di nota sono:
- una maschera funeraria in cera e calco in gesso del XIX Secolo;
- una tela della Trasfigurazione opera di Giuseppe Di Garbo (1794);
- una tela della "Mater Salvatoris" di probabile artista fiammingo del XVI secolo;
- una riproduzione del 1596 del trattato sulla falconeria dell'Imperatore Federico II “De arte venandi cum avibus”.

All'interno dell'edificio sono collocate anche l'antica libreria dei Padri Cappuccini che consta di oltre 1.500 volumi tra cui varie cinquecentine e l'archivio storico comunale.